# Charagua
Charagua è un comune (municipio in spagnolo) della Bolivia nella provincia di Cordillera (dipartimento di Santa Cruz) con 27.475 abitanti (dato 2010).

## Cantoni
Il comune è suddiviso in 4 cantoni:
- Charagua
- Saipuru
- Izozog
- Parapeti Grande